# Iekaterina Margatskaïa
Iekaterina Margatskaïa (en russe : Екатерина Маргацкая) est une joueuse de volley-ball russe née le 22 novembre 1984. Elle mesure 1,85 m et joue au poste de réceptionneuse-attaquante. 

## Clubs
| Club                  | De        | À         |
| --------------------- | --------- | --------- |
| Avtodor-Metar         | 1999-2000 | 2006-2007 |
| Fakel Novy Ourengoï   | 2008-2009 | 2009-2010 |
| Samorodok Khabarovsk  | 2010-2011 | 2010-2011 |
| VK Metar Tcheliabinsk | 2016-2017 | …         |